# Nora Aída Bicet
Nora Aída Bicet Juan (29 de octubre de 1977 en Palma Soriano) es una atleta hispano-cubana especialista en lanzamiento de jabalina.

## Trayectoria deportiva
Su carrera deportiva la inició en Cuba logrando su mejor registro en 2004, con una marca de 63,32 metros. Ese año consiguió su mayor éxito al ser 7.ª en los Juegos Olímpicos de Atenas 2004 con una marca de 62.51 m.
En noviembre de 2011 obtuvo la nacionalidad española y un año después representó a España en los Juegos Olímpicos de Londres 2012 consiguiendo al 17.ª posición con una marca de 57,77 m que no le dio acceso a la final.